# Volvo FH16

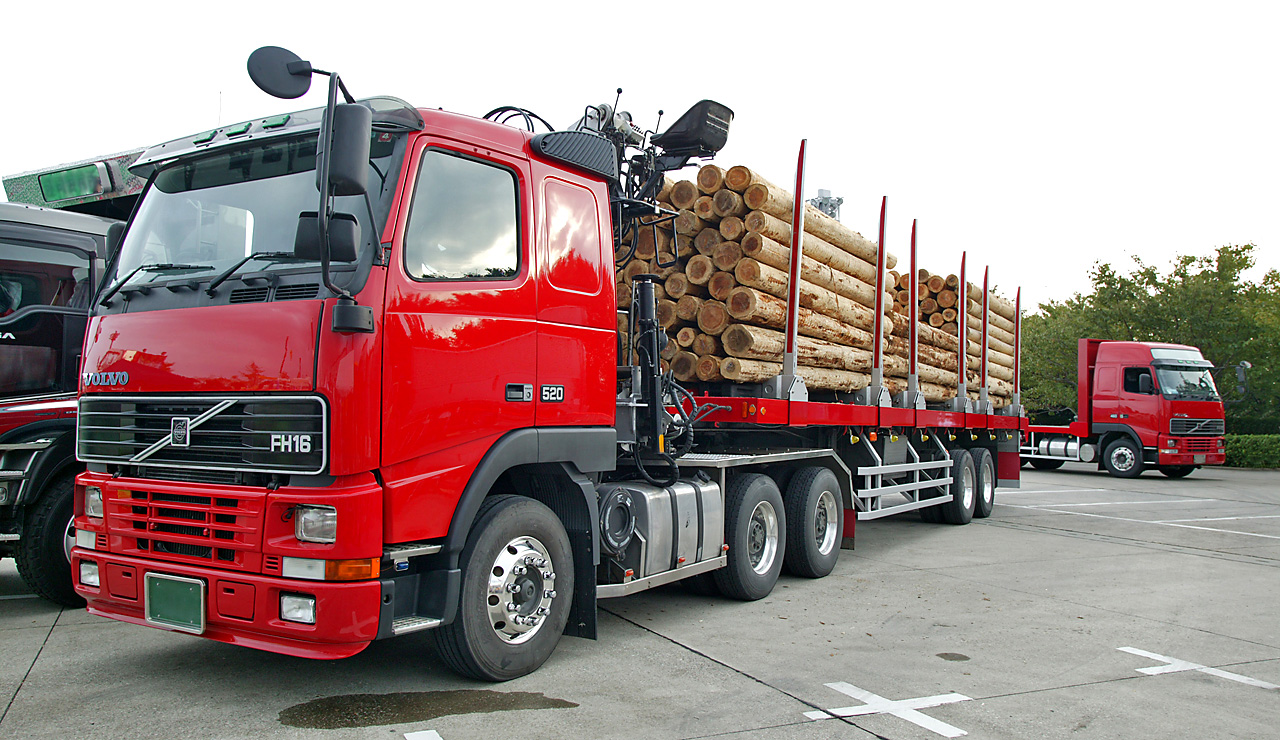
Volvo FH16

De Volvo FH16 is een vrachtwagentype van de fabrikant Volvo. Het is eigenlijk het grote broertje van de FH.

FH16 is het zwaarste model van Volvo en richt zich vooral op het zwaar transport. Het model is leverbaar in drie soorten cabines, een dagcabine, een slaapcabine en een Globetrotter met slaapcabine en heeft een maximaal gewicht van 150 ton. De motoren hebben een kracht van 540, 600, 700 of 750pk met een automatische versnellingsbak van het type I-shift. 

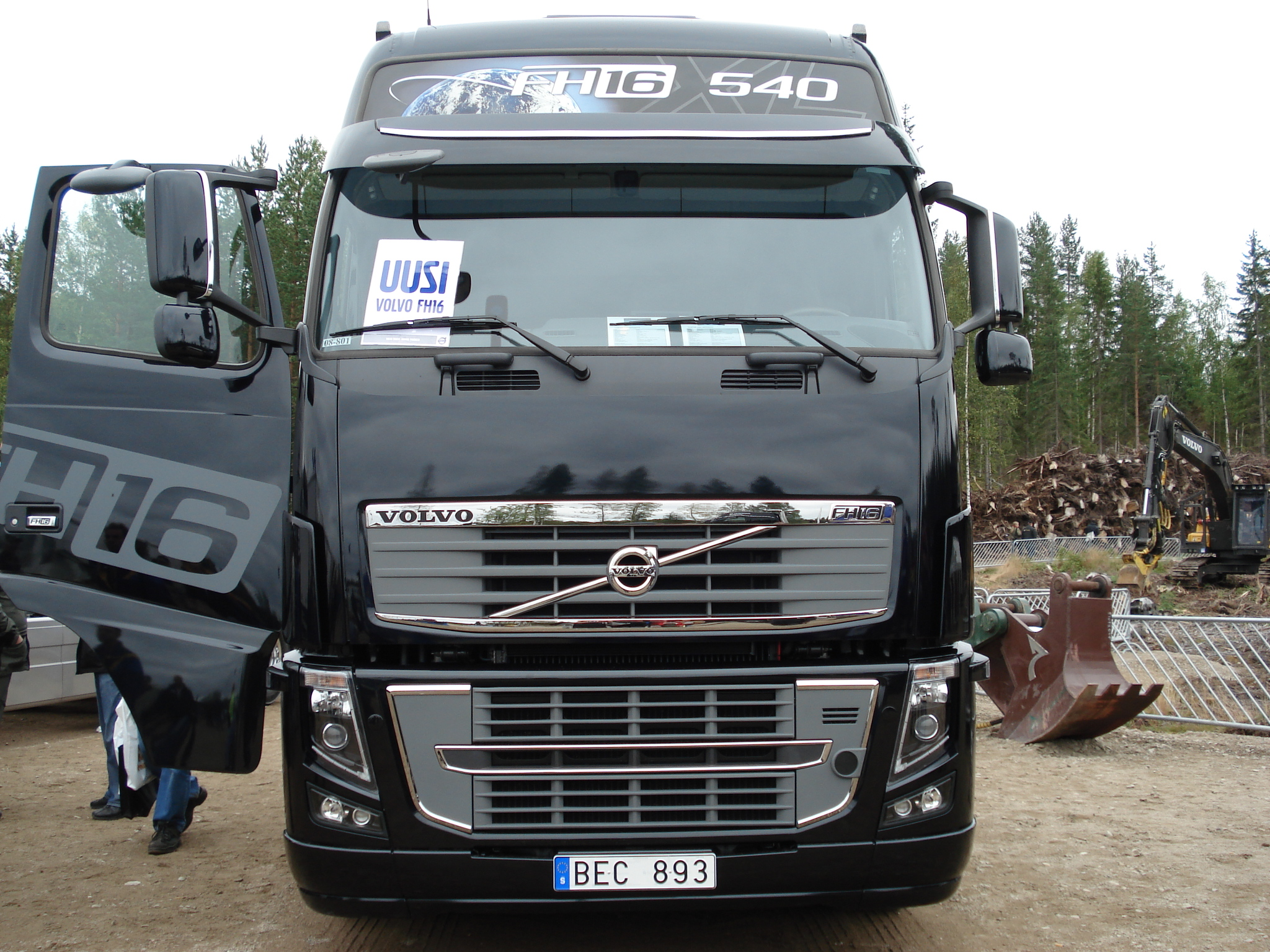
Volvo FH16 540